# Theridion beebei
Theridion beebei là một loài nhện trong họ Theridiidae.
Loài này thuộc chi Theridion. Theridion beebei được Herbert Walter Levi miêu tả năm 1963.